# Женская сборная Молдовы по софтболу
Женская национальная сборная Молдавии по софтболу — представляет Молдавию на международных софтбольных соревнованиях. Управляющей организацией является Федерация бейсбола и софтбола Молдавии (рум. Federatia Sportiva Nationala de Baseball si Softball din Republica Moldova).

## Результаты выступлений

### Чемпионаты мира
| Год        | Победы         | Поражения      | Место          |
| ---------- | -------------- | -------------- | -------------- |
| 1965—1990  | не участвовали | не участвовали | не участвовали |
| 1994       | 0              | 6              | 25             |
| 1998—н. в. | не участвовали | не участвовали | не участвовали |